# Donald Biliński
Donald Biliński (ur. 14 lipca 1916 w USA w miejscowości Waite Park, stan Minnesota, zm. 10 czerwca 1989 w USA w Manitowoc, stan Wisconsin) – amerykański franciszkanin, archiwista i bibliotekarz pochodzenia polskiego. 

## Biografia
W 1926 r. ukończył szkołę parafialną w Chicago; następnie kształcił się w szkole św. Bonawentury w Sturtevant w stanie Wisconsin. W 1934 wstąpił do nowicjatu Zgromadzenia Świętego Franciszka w prowincji Wniebowzięcia NMP w miejscowości Pulaski w stanie Wisconsin. Po otrzymaniu święceń kapłańskich w 1942 podjął studia na wydziale bibliotekarskim Uniwersytetu Chicagowskiego, gdzie w roku 1944 uzyskał licencjat. Tytuł magisterski uzyskał na Catholic Universitet of America w Waszyngtonie. Już podczas studiów (od 1942) był administratorem bibliotek franciszkańskich i wprowadził jednolity centralny system katalogowy. Udzielał też konsultacji innym bibliotekom zakonnym, m.in. Seminarium West Chicago i College Library w Burlington. W latach 1951–53 pełnił funkcję Prefekta Generalnego ds. Studiów w prowincji franciszkańskiej. Przez długie lata (1970-82) był kustoszem Muzeum Polskiego w Ameryce (MPA, uprzednio Muzeum i Archiwum Zjednoczenia Polskiego Rzymsko-Katolickiego w Ameryce), w Chicago. Zreorganizował muzealną bibliotekę, skatalogował księgozbiór i przyjął jednolite zasady katalogowania (Anglo-American Cataloguing Rules). Klasyfikując  księgozbiory stosował system dziesiętny Doweya. Zajmował się też działalnością wydawniczą: Polonica Subject Headings (1975), Periodicals in the Museum Archives (1982). Publikował artykuły w "Periodyku Franciszkańskim" i "Biuletynie Studiów". Był sekretarzem Polish Historical Association. Należał do organizacji zawodowych: American Library Association, Catholic Library  Association, Wisconsin Library Association, grupy Franciscan Librarians, Franciscan Educational Conference. 
W 1985 r. przeszedł na emeryturę.